# Fernando Miranda (político)
Fernando Alves de Almeida Miranda (Moldes (Arouca), Arouca, 29 de junho de 1936 — São Mamede de Infesta, Matosinhos, 14 de outubro de 2021) foi um professor e político português conhecido principalmente por ter exercido os cargos de Deputado da Assembleia da República pelo Distrito do Porto, Vice-Presidente da Câmara Municipal de Matosinhos e antigo dirigente local, distrital e nacional do PS.

## Biografia
Fernando Miranda começou por assumir a direção do Rancho de Moldes em 1954 com apenas 18 anos de idade. De 1954 a 1977, exerceu simultaneamente as funções de diretor artístico e presidente da direção do Conjunto Etnográfico de Moldes, era um apaixonado pelo Cancioneiro de Arouca e pela cultura popular do concelho.
Era militante do Partido Socialista desde 2 janeiro de 1974, Fernando Miranda foi professor de profissão. Durante os 47 anos de militância, desempenhou relevantes funções ao serviço do seu concelho, enquanto vice-presidente e vereador na Câmara Municipal de Matosinhos e membro da Assembleia Municipal de Matosinhos, bem como nas funções de dirigente local, distrital e nacional do PS. 
Deputado, na Assembleia da República, pelo Partido Socialista, na I Legislatura, resultante das eleições legislativas de 25 de abril de 1976.
Foi professor do ensino primário na Escola do Seixo, em São Mamede de Infesta, freguesia onde viveu até data de sua morte.
Viveu entre Matosinhos, o Porto e Moldes (Arouca).
Ainda em Matosinhos, desempenhou, pelo Partido Socialista, as funções de Vice-presidente da Câmara Municipal entre 1982 e 1989. No primeiro mandato, teve os pelouros da Reorganização administrativa dos serviços, fiscalização de impostos e posturas municipais, Ensino, desporto e ocupação de tempos livres, equipamentos sociais e desportivos. No segundo mandato, ficou com a pasta da Qualidade de vida, higiene e limpeza, parques, piscinas e jardins e arborização, gestão do ar e praias.
Fernando Miranda era filho do saudoso clínico Ângelo Miranda e meio-irmão do fundador da Sonae e antigo presidente do  Futebol Clube do Porto, Afonso Pinto de Magalhães

## Morte
Morreu no hospital na freguesia de São Mamede de Infesta, no Porto,  no dia 14 de outubro de 2021 recorrente de uma Pneumonia que devido a sua idade avançada Fernando Miranda acabou por não resistir e acabou falecendo, tinha 85 anos de idade. 

## Legado
Foi homenageado dia 25 Abril de 2016 numa sala repleta, em S. Mamede de Infesta, onde " ali estiveram todos, socialistas e não socialistas, dirigentes associativos das mais importantes coletividades da cidade, o presidente da Câmara Municipal, deputados, vereadores, o presidente do PS Porto Manuel Pizarro, e muitos não couberam", tendo sido descrito pela atual Presidente da Câmara Municipal de Matosinhos, Luísa Salgueiro como "Militante ativo, promotor de debates, agitador de consciências, aglutinador de vontades" a mesma reforçou que "as dívidas de gratidão não se pagam com bens materiais, ontem fez-se o reconhecimento público e coletivo que a Comunidade deve ao seu ilustre Fernando Miranda."
Foi alvo de uma homenagem pública em Arouca em 16 Dezembro de 2015, iniciativa do CEM, pelo Rancho de Moldes descrito como "líder carismático e impulsionador do grupo nos anos 50 e 60."
A Assembleia Municipal de Matosinhos aprovou por unanimidade a atribuição de um nome de uma rua, avenida ou até mesmo um largo, ao mesmo, a proposta começava assim "Perdemos... Privando a sua familia, os seus amigos e os seus concidadãos de Matosinhos de um dos seus melhores".
A rua em questão ainda está a ser alvo de reflexão por parte dos envolvidos.
Fernando Miranda encontra-se sepultado no Cemitério de Moldes.